# Pacov
Pacov (tjekkisk udtale: [ˈpatsof] ; tysk: Patzau) er en by i distriktet  Pelhřimov i regionen Vysočina i  Tjekkiet  med omkring 4.700 indbyggere. Den historiske bymidte er velbevaret og er beskyttet ved lov som en urban monumentzone.
Landsbyerne Bedřichov, Jetřichovec, Roučkovice, Velká Rovná og Zhoř er administrative dele af Pacov.

## Geografi
Pacov ligger omkring 16 km  vest for Pelhřimov,  direkte på den 15. meridian øst. Byen ligger i Křemešník-højlandet. Området er rigt på små damme.

## Historie
Den første skriftlige omtale af Pacov er fra 1316. Bebyggelsen er formentlig grundlagt i slutningen af 1200-tallet.
Pacov blomstrede i det 15. og 16. århundrede. I denne periode opnåede det byrettighederne. Udviklingen endte med Slaget ved Det Hvide Bjerg og Trediveårskrigen. Den anden velstandsperiode indtraf i det 19. århundrede. Grunden blev lagt for den nuværende industri: fødevaremaskinindustri og fremstilling af lædertilbehør. I 1888 blev jernbanen bygget, hvilket var med til at udvide byen  yderligere.

## Sport
Siden 1906 har der været en historisk motorcykelvæddeløbsbane i Pacov. Det første internationale løb i Østrig-Ungarn (og det tredje på verdensplan) fandt sted her. Pacov Circuit er stadig i brug.

## Seværdigheder
Pacov har bevaret det historiske centrum med flere værdifulde huse, herunder det tidligere rådhus fra 1921-1923.
Pacov Château var oprindeligt et gotisk slot fra det 12. århundrede, ombygget  i det 16. århundrede. I 1718 blev det ombygget til et kloster. Efter at klostrene blev afskaffet ved reformen af Josef 2. i 1787, blev det genopbygget til et slot igen. I dag huser det kommunekontor, turistinformationscenter, bibliotek og Antonín Sova bymuseum. Slotskomplekset omfatter en slotspark med tre damme.
Dekanatet St. Michael Ærkeenglens kirke er en gotisk kirke fra slutningen af det 14. århundrede. Trods flere rekonstruktioner og reparationer er dens udseende nogenlunde bevaret. Sankt Wenzelskirken er en barokbygning fra 1719, oprindeligt bygget som klosterkirken. Efter at det blev beskadiget af brand i 1727, blev det rekonstrueret i 1732. I dag fungerer det som et galleri.
Det jødiske samfund bliver mindet ved den jødiske kirkegård og tidligere synagoge. Kirkegården blev grundlagt i 1680 og de ældste grave er fra 1700-tallet. Synagogebygningen er privatejet og lukket for offentligheden.
Landsbyen Zhoř er beskyttet som en landsbymonumentzone for sine værdifulde bevarede historiske bygninger med en høj grad af bybevarelse. Zhořs vartegn er Jomfru Marias himmelfartskirke.